# 水素〜1/2の奇蹟〜
『水素〜1/2の奇蹟〜』（すいそ にぶんのいちのきせき）は、オデッサプロジェクトのアダルトゲームブランド、e-エ・レ・キテルから2001年3月30日に発売されたアダルトゲーム。

## 概要
e-エ・レ・キテルのデビュー作。他社作品やその関連商品の販売業を主とするオデッサプロジェクトが、自社製作としての初参入を果たした作品である。制作発表は、第2作『Silence』や第3作『r.p.m. 〜瞳の中の想い出〜』と同時であった。
ゲームシステムはビジュアルノベル形式。当時既に海月製作所の『ラブ・エスカレーター』などで有名な古美明によるキャラクターデザインと、後年でも有名な音楽クリエイターチーム「I've」のKOTOKOによる主題歌は、当時のアダルトゲーム雑誌で話題となった。また、KOTOKOは本作への思い入れが強く、主題歌の公開に合わせて公式サイトにコメントを寄せている。
e-エ・レ・キテルは本作を発売した後、『Silence』や『r.p.m. 〜瞳の中の想い出〜』もほぼ予定通り発売したが、本作も含めて売上不振に終わったため、自社製作からは撤退した。

## あらすじ
秋にはコスモスが咲き乱れる秋桜学園。そこで伝統ある新聞部に所属している主人公は、学園生活を送るうちに様々な女の子と親しくなってゆく。そんな中で、女の子たちの違う一面を知るようになった主人公が彼女たちの支えになろうとする行動が、一同の運命を変えることとなる。

## ヒロイン
桐生 彩乃（きりゅう あやの）
主人公の幼馴染で同じ秋桜学園に通う少女。幼いころの主人公の走る姿にあこがれて陸上部に所属していたが、事故による負傷で走れなくなり、やむなく退部した経歴を持つ。それ以降、いつも沈んだ気持ちとなって何をするにも打ち込めず、周囲に流されるような生活を送っている。
永澤 静瑠（ながさわ しずる）
秋桜学園美術部に所属する主人公の先輩。両親が有名な画家であり、美術の腕は本人も高く期待されているが、クールな性格でいつも読めない行動をするため、周囲から孤立している。
社儀 千奈美（やしろぎ ちなみ）
秋桜学園新聞部に所属する主人公の後輩。生真面目で優しく、成績優秀な女の子。学園内の男子からも高い人気を誇るが、弱気で自己主張もできない一面を持つ。
香坂 まひる（こうさか まひる）
秋桜学園付近の喫茶店「琥珀堂」のウェイトレスで働き者。ショートヘアで普段からウェイターの恰好をしているため、よく男の子に間違えられる。
皆岸 綺羅（みなぎし きら）
いつも秋桜学園付近にいる正体不明の女の子。勝気で小生意気な性格のため、知り合ったばかりの主人公にもいちいち突っかかってくる。

## スタッフ
- キャラクターデザイン - 古美明
- 原画 - 飯塚正則
- シナリオ - 村上ヒロアキ

## 主題歌
オープニング主題歌「flow 〜水の生まれた場所〜」
作詞 - KOTOKO / 作曲、編曲 - 中沢伴行 / 歌 - KOTOKO
エンディング主題歌「YA・KU・SO・KU」
作詞 - KOTOKO / 作曲、編曲 - 高瀬一矢 / 歌 - KOTOKO